# Лушин, Александр Фёдорович
Александр Фёдорович Лушин (16 марта 1902 ― 25 января 1994) ― советский и российский театральный художник Заслуженный деятель искусств РСФСР (1970). Заслуженный деятель искусств Туркменской ССР (1944). Главный художник музыкального театра имени Станиславского и Немировича-Данченко.

## Биография
Родился 16 марта 1902 года в Москве. Воспитанник колонии «Бодрая жизнь».
С 1923 года проходил обучение на биологическом факультете Московского государственного университета. В 1928 году поступил на декоративное отделение Ленинградского высшего художественно-технического института, затем продолжил художественное образование в Ленинградском институте живописи, архитектуры и скульптуры, который успешно окончил в 1933 году.
Первая работа Лушина — оформление спектакля «Хорошая жизнь» Амаглобели в Театре под руководством Смышляева в 1933 году. Основные творческие интересы Александра Фёдоровича связаны с музыкальным театром.
С 1940 по 1944 годы работал в Туркменской ССР, оформил: «Зохре и Тахир» Шапошникова и «Девушки моря» Корчмарева — в Театре оперы и балета; «Ревизор» — в Туркменском драматическом театре.
С 1950 года работал главным художником Музыкального театра им. Станиславского и Немировича-Данченко. В 1959 году создал оформление балета «Эсмеральда» для ежегодного фестиваля в городе Сегеде (Венгрия).
Ему принадлежат оформительские работы в балетах: «Эсмеральда», «Лебединое озеро», «Охридская легенда» и другие.
Проживал в городе Москве. Умер 25 января 1994 года. Похоронен на Кунцевском кладбище.

## Награды и звания
- Заслуженный деятель искусств РСФСР (1970),
- Заслуженный деятель искусств Туркменской ССР (1944).